# Řeznické muzeum Jana Pavlíčka
Řeznické muzeum Jana Pavlíčka je muzeum v Náměšti nad Oslavou, je umístěno v budově Řeznictví Pavlíček na Masarykově náměstí 966. Založeno bylo 21. ledna 2012. Provozovatelem a zřizovatelem je Jan Pavlíček ml.

## Historie
Jan Pavlíček starší byl do roku 2011 řezníkem v Náměšti nad Oslavou, který snil o tom, že ve stáří založí řeznické muzeum. To se mu nepovedlo, protože zemřel v únoru 2011. V říjnu téhož roku byla dokončena rekonstrukce masné výroby v budově na Masarykově náměstí, kdy vznikly i prostory pro muzeum. Muzeum samotné bylo  otevřeno v lednu roku 2012. Později vznikl projekt pro přesun muzea s více exponáty do nové vlastní budovy. Projekt stále probíhá. Velikost domu má být přibližně 350 m2. Pozemek, kde stavba má stát, stojí u kruhového objezdu v centru města. Navržená kapacita muzea je 50 návštěvníku. Dne 21. prosince 2014 ve spolupráci s městem Třebíč došlo k otevření expozice řeznictví v Židovském domě Seligmana Bauera.

## Expozice
První exponáty získal ještě Jan Pavlíček st. přibližně v roce 1999. Uvádí se, že v muzeu je nejrozsáhlejší sbírka řeznických strojů a drobných nástrojů v Česku a to přibližně z období od roku 1850. V expozici jsou vystaveny odznaky s tematikou řeznictví, nože, ocílky, sekáčky, obrazy, troky, tovaryšské listy, řeznické saně za psa a další předměty. Pilu na kosti muzeu věnoval hokejista Augustin Bubník, která patřila jeho otci, který měl řeznictví v Praze. Při otevření muzea bylo ve sbírkách přibližně 1000 exponátů.